# NGC 1364
NGC 1364 је спирална галаксија у сазвежђу Еридан која се налази на NGC листи објеката дубоког неба.
Деклинација објекта је - 9° 50' 20" а ректасцензија 3h 34m 59,0s. Привидна величина (магнитуда) објекта NGC 1364 износи 14,7 а фотографска магнитуда 15,4.